# Дошкільна педагогіка
Дошкільна педагогіка — наука про закономірності виховання і навчання дітей від народження до вступу до школи. Один із напрямів вікової педагогіки, наука про закономірності соціально організованого, цілеспрямованого виховання й освіти дітей дошкільного віку.

## Історія
Становлення дошкільної педагогіки як науки на території України розпочалося у 1890-х роках із відкриттям перших народних дитячих садків, що сприяло формуванню системи суспільного дошкільного виховання. Це зумовило потребу в розробці методичних посібників для працівників дошкільних навчальних закладів, а також у науковому аналізі, узагальненні й удосконаленні практики їх роботи. Засновники української дошкільної педагогіки — І. Сікорський, Н. Лубенець, С. Русова, А. Симонович, О. Дорошенко, А. Гендрихівська та інші. Методологічні засади сучасних наукових досліджень у цій галузі спираються на педагогічні ідеї Г. Сковороди, О. Духновича, К. Ушинського, М. Грушевського, Я. Чепіги-Зеленкевича, Г. Ващенка, В. Зеньковського, А. Макаренка, В. Сухомлинського та інших.
На основі наукових досліджень у галузі дошкільної педагогіки в Україні була створена Концепція дошкільного виховання (1993), яка відображала тогочасне розуміння цілей і змісту дошкільної освіти. Документ визначав систему педагогічних завдань, методів і засобів роботи з дітьми дошкільного віку, спираючись на принципи гуманізму, демократизму, національної культури та загальнолюдських цінностей. Також науково обґрунтовано й розроблено низку альтернативних програм для закладів дошкільної освіти: «Українське дошкілля», «Дитина в дошкільні роки» (обидві — 1991), «Малятко» (1992), «Дитина» (1993), «Крок за кроком в Україні» (2003). Науковий супровід забезпечив також підготовку Закону України «Про дошкільну освіту» (2001), який закріплює право дитини на доступність і безоплатність здобуття дошкільної освіти.

## Методи досліджень
Для дослідження використовують як загальнонаукові, так і спеціальні методи: якісний і кількісний аналіз, класифікація, вимірювання, формалізація, моделювання, історичний аналіз, уявний і педагогічний експеримент, спостереження, аналіз педагогічної документації та продуктів діяльності дітей, бесіди, інтерв'ю, анкетування працівників і батьків, незалежні характеристики (зокрема педконсиліуми), самоспостереження, рейтинги, моніторинг, психолого-педагогічне тестування, ранжування, комп'ютерна діагностика та обробка даних з використанням інформаційних технологій.